# Sigesbeckia blakei
Sigesbeckia blakei là một loài thực vật có hoa trong họ Cúc. Loài này được (McVaugh & Lask.) B.L.Turner miêu tả khoa học đầu tiên năm 1978.